# Всеобщие выборы в Парагвае (2023)
Всеобщие выборы 2023 года в Парагвае прошли 30 апреля. Восьмые выборы в стране после государственного переворота 1989 года, положившего конец диктатуре Альфредо Стресснера. Действующий президент Марио Абдо Бенитес и вице-президент Уго Веласкес Морено из партии Колорадо не имеют права баллотироваться на переизбрание. Избранный президент и избранный вице-президент вступили в должность 15 августа 2023 года.

## Избирательная система
Президент Парагвая избирается в один тур голосования большинством голосов. 80 членов Палаты депутатов избираются по закрытым спискам пропорционального представительства в 18 многомандатных округах на основе департаментов. 45 членов Сената избираются от единого общенационального избирательного округа с использованием пропорционального представительства по закрытым спискам.

## Результаты
Сантьяго Пенья набрал 42,73 % голосов, значительно опередив своего основного соперника Эфраина Алегре.